# Grusonia

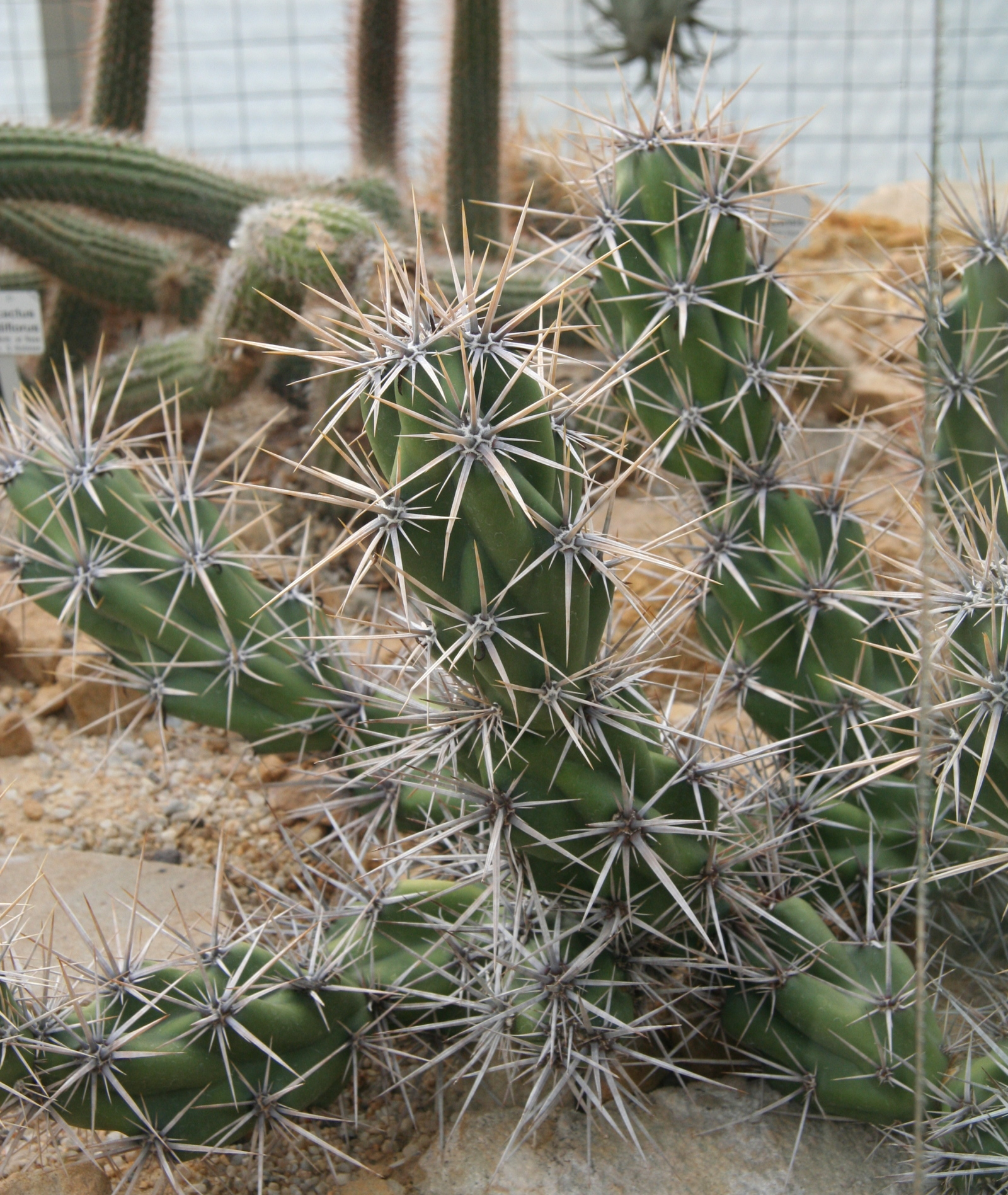
Grusonia invicta

Grusonia ist eine Pflanzengattung in der Familie der Kakteengewächse (Cactaceae). Der botanische Name der Gattung ehrt den deutschen Erfinder und Unternehmer Hermann Gruson.

## Beschreibung
Die Pflanzen sind entweder kurzzylindrisch und gruppenbildend oder strauchig bzw. baumartig. Die Wurzeln sind in der Regel rübenartig, aber manchmal auch faserig. Die Triebe sind meist in zylindrische bis kugelige Segmente gegliedert, die manchmal gehöckerte Rippen aufweisen. Aus den Areolen entspringen Haare, Dornen und Glochiden.
Die rosafarbenen, purpurnen, gelben oder weißen Blüten erscheinen seitlich oder fast an der Triebspitze und öffnen sich am Tag.
Die trockenen oder fleischigen Früchte sind manchmal aufreißend und oft steril. Sie enthalten weißliche bis gelbliche Samen von etwa 2,5 bis 5 Millimeter Länge.

## Verbreitung und Systematik
Die Gattung Grusonia ist im Südwesten der Vereinigten Staaten, der Halbinsel Baja California und einigen Bundesstaaten im Norden Mexikos verbreitet.
Die Erstbeschreibung der Gattung durch Nathaniel Lord Britton und Joseph Nelson Rose wurde 1919 veröffentlicht. Die Typusart der Gattung ist Grusonia bradtiana (J.M.Coult.) Britton & Rose.

### Systematik nach N.Korotkova et al. (2021)
Die Gattung umfasst folgenden Arten:
- Grusonia aggeria (Ralston & Hilsenb.) E.F.Anderson
- Grusonia agglomerata (A.Berger) E.F.Anderson
- Grusonia bradtiana (J.M.Coult.) Britton & Rose
- Grusonia bulbispina (Engelm.) H.Rob.
  - Grusonia bulbispina subsp. basileocephala (D.Donati) Majure, M.A.Baker & Cloud-H.[4]
  - Grusonia bulbispina subsp. bulbispina
- Grusonia clavata (Engelm.) H.Rob.
- Grusonia deinacantha (D.Donati) Majure, M.A.Baker & Cloud-H.[4]
- Grusonia densispina (Ralston & Hilsenb.) Pinkava
- Grusonia emoryi (Engelm.) Pinkava
- Grusonia grahamii (Engelm.) H.Rob.
- Grusonia guccinii (D.Donati) Bárcenas & H.M.Hern.[5]
- Grusonia halophila (D.Donati) Majure, M.A.Baker & Cloud-H.[4]
- Grusonia invicta (K.Brandegee) E.F.Anderson
- Grusonia kunzei (Rose) Pinkava
- Grusonia marenae (S.H.Parsons) E.F.Anderson
- Grusonia moelleri (A.Berger) E.F.Anderson
- Grusonia parishii (Orcutt) Pinkava
- Grusonia reflexispina (Wiggins & Rollins) E.F.Anderson
- Grusonia robertsii Rebman[6]
- Grusonia schottii (Engelm.) H.Rob.
- Grusonia vilis (Rose) H.Rob.
- Grusonia wrightiana E.M.Baxter

Synonyme der Gattung sind Corynopuntia F.M.Knuth (1936) und Marenopuntia Backeb. (1950).

### Systematik nach Anderson/Eggli (2005)
Die Gattung umfasst folgende Arten und kann in vier Untergattungen gegliedert werden:
- Untergattung Corynopuntia (F.M.Knuth) Stuppy
  - Grusonia aggeria (Ralston & Hilsenb.) E.F.Anderson
  - Grusonia agglomerata (A.Berger) E.F.Anderson
  - Grusonia bulbispina (Engelm.) H.Rob.
  - Grusonia clavata (Engelm.) H.Rob.
  - Grusonia dumetorum (A.Berger) E.F.Anderson = Opuntia pubescens H.L.Wendl. ex Pfeiff.
  - Grusonia emoryi (Engelm.) Pinkava
  - Grusonia grahamii (Engelm.) H.Rob.
  - Grusonia invicta (Brandegee) E.F.Anderson
  - Grusonia kunzei (Rose) Pinkava
  - Grusonia moelleri (A.Berger) E.F.Anderson
  - Grusonia parishii (Orcutt) Pinkava
  - Grusonia reflexispina (Wiggins & Rollins) E.F.Anderson
  - Grusonia schottii (Engelm.) H.Rob.
  - Grusonia vilis (Rose) H.Rob.

- Untergattung Grusonia
  - Grusonia bradtiana (J.M.Coult.) Britton & Rose

- Untergattung Marenopuntia (Backeb.) Stuppy
  - Grusonia marenae (S.H.Parsons) E.F.Anderson

- Untergattung Micropuntia (Daston) Stuppy
  - Grusonia pulchella (Engelm.) H.Rob. ≡ Micropuntia pulchella (Engelm.) M.P.Griff.

Synonyme der Gattung sind Corynopuntia F.M.Knuth (1936), Micropuntia Daston (1947) und Marenopuntia Backeb. (1950).

## Botanische Geschichte
Der Gattungsname erschien das erste Mal in einem Gartenkatalog von Johannes Nicolai, der darin eine Art als Grusonia cereiformis aufführte. Karl Moritz Schumann erwähnte 1894 und 1896 in der Monatsschrift für Kakteenkunde die Art, gab jedoch keine gültige Beschreibung. Schumann schrieb den Namen Friedrich Reichenbach zu. Die erste gültige Beschreibung als Cereus bradtianus erfolgte durch John Merle Coulter nach von Anna B. Nickles gesammelten Exemplaren. Die Erstbeschreibung der Gattung erfolgte erst 1919 durch Nathaniel Lord Britton und Joseph Nelson Rose.
Eine erste grundlegende Bearbeitung der Gattung erfolgte 1973, als Harold Robinson sieben Arten der Gattung Corynopuntia zur Gattung Grusonia stellte. Edward Frederick Anderson erweiterte die Anzahl der Arten 1999 ein weiteres Mal. In seinem Werk The Cactus Family von 2001 akzeptierte Anderson 17 Arten und behandelte die Gattungen Corynopuntia F.M.Knuth (1936), Micropuntia Daston (1947) und Marenopuntia Backeb. (1950) als Synonyme der Gattung.
In der 2. Auflage der CITES Cactaceae Checklist von 1999 behandelte David Hunt die Gattung Grusonia als Synonym der Gattung Opuntia. Es gab Untersuchungen, die darauf hindeuten, dass die Gattung Grusonia in die Gattung Cylindropuntia eingegliedert werden sollte. In David Hunts New Cactus Lexicon von 2006 umfasste die Gattung mit Grusonia bradtiana nur eine Art. Alle anderen Arten verweist er in die Gattung Corynopuntia.

## Nachweise

## Weiterführende Literatur
- Rolando T. Bárcenas, Julie A. Hawkins: Nomenclatural proliferation and the superabundance of homotypic synonyms in Grusonia (Opuntioideae, Cactaceae). In: Haseltonia. Band 23, 2017, S. 27–34 (doi:10.2985/026.023.0104).
- M. Patrick Griffith: Grusonia pulchella reclassification and its impact on the genus Grusonia: morphological and molecular evidence. In: Haseltonia. Band 9, 2002, S. 86–93 (PDF).